# Tosham
Tosham is een stad en gemeente in het district Bhiwani van de Indiase staat Haryana. 

## Demografie
Volgens de Indiase volkstelling van 2001 wonen er 11.271 mensen in Tosham, waarvan 53% mannelijk en 47% vrouwelijk is. De plaats heeft een alfabetiseringsgraad van 64%. 